# 維什涅沃
維什涅沃（羅馬化：Višnieva，羅馬化：Vishnevo）是白俄羅斯的城鎮，毗鄰與立陶宛接壤邊境，由明斯克州負責管轄，該鎮是已故前以色列總統希蒙·佩雷斯的出生地。第二次世界大戰期間，納粹德國在1941年6月至1944年7月6日佔領該鎮。